# 江世祿
江世祿（1982年12月16日—）為台灣足球選手，隸屬台電足球隊，司職前鋒，同時也是中華台北足球代表隊的成員。
江世祿身材高大，速度快，有「台電快腿」的稱號。攻擊力旺盛，代表台電足球隊參加2006年富邦企業足球聯賽，獲得該屆進球王。在2008年亞足聯主席盃對柬埔寨納哥企業FC的比賽中，在0－2落後的情況下，於6分鐘內奮力連進2球，使台電隊得追平客隊，可算是該場比賽最有價值的球員。2012年2月16日台電足球隊和蔚山現代尾浦造船進行交流賽，賽中他攻進一球，終場以3－1敗陣，該役賽後台電足球隊和中華足協為他與潘國凱和涂明楓三人舉辦引退儀式。

## 榮譽
球隊 - 台電足球隊
- 企業足球聯賽冠軍：2007

個人
- 企業足球聯賽 MVP：2007
- 企業足球聯賽 進球王：2006、2007